# Acetilur
Un acetilur és una molècula de dos àtoms carregada amb dues càrregues negatives. Els acetilurs són una forma química especial del carboni, similar a la dels peròxids (O₂2-), o a la dels disulfurs (S₂2-).

## Nomenclatura
Amb els acetilurs tenim un problema referent a la nomenclatura: No és gaire adequat anomenar acetilurs als carburs (C2-) d'algun element, ja que la seva fórmula química és C₂2-.
Vegem-ne un exemple:
El compost de calci CaC₂ és més intuïtiu anomenar-lo carbur de calci que no pas acetilur de calci.
La càrrega iònica de l'acetilur és 2- però allò que porta a confusió en llegir el compost, és que està mal formulat pel subíndex 2, i no és així.